# Runenstein von Västra Ledinge
Der Runenstein von Västra Ledinge (U 518) in Norrtälje in Uppland in Schweden berichtet u. a. vom Tod eines Freygeirr. Ob es sich dabei um den Wikingerhäuptling Freygeirr (Freyr’s Speer), den Führer einer Leidang handelt, der auf sechs Ostsee-Runensteinen (z. B. DR 216, GS 13 und U 698) erwähnt wird und um 1050 n. Chr. starb, bleibt offen. Der im Runensteinstil RAK geschnitzte Stein hat Schriftbändern mit glatten Enden und zählt zu den Griechenland-Runensteinen (Greklandsstenarna).
Die Inschrift des Runensteins lautet: Tórgarð und Sven, setzten diesen Stein in Erinnerung an Ormer, Ormulv und Freygeirr (oder Fröger) der sein Ende im Sund von Sela (Selaön - Insel) fand, die anderen in Griechenland. Möge Gott helfen, ihren Geistern und Seelen.